# Mosquée de Yaama
La mosquée de Yaama est un édifice religieux de type mosquée situé à Yaama, aux environs du chef-lieu Tahoua, au Niger, dévolu au culte musulman. 

## Architecture
La mosquée est construite en 1962 dans le village de Yaama, situé dans une région aride du Niger qui est restée fortement préservée toute influence étrangère, bien que le pays ait été soumis à la colonisation française entre 1922 et 1960 ; le Niger, pays de l’Afrique occidentale, est en effet dépourvu d’accès littoral.
Lorsque le village a décidé de se doter d’une mosquée où chacun puisse venir prier, il a eu recours à des méthodes traditionnelles avec l’emploi de briques de terre crue ; le dôme central flanqué de quatre tour a été réalisé dans un second temps. Chaque habitant ayant apporté sa contribution, le propriétaire du site a fait don du terrain, les uns réalisant les briques de boue, d’autres ayant été porteurs d’eau ou pourvoyeurs de bois, la réussite de ce projet a été récompensée par le prix Aga-Khan en 1986.